# DOC - Disco di Origine Controllata
DOC - Disco di Origine Controllata è la sedicesima raccolta dei Matia Bazar, pubblicata su CD dalla EMI Italiana (catalogo 946 3 73044 2) nel 2006.

## Descrizione
Compilation assente dalla discografia sul sito ufficiale del gruppo, fa parte della collana della EMI Italiana intitolata DOC - Disco di Origine Controllata (adattamento al campo musicale del marchio D.O.C. Denominazione d'origine controllata), che prevedeva un volume di brani nelle "versioni originali" per ciascun artista/gruppo italiano di successo.
Tutte le canzoni sono rimasterizzate e provengono dall'antologia Souvenir: The Very Best of Matia Bazar del 1998, eccetto Tu semplicità (remaster 1991 dell'album originale del 1978).
La cantante del gruppo in tutte le canzoni è Antonella Ruggiero.
Nessun inedito presente, né singolo estratto dall'album.

## Tracce
L'anno indicato è quello di pubblicazione dell'album che contiene il brano.
CD
1. Per un'ora d'amore (versione album) – 3:58 (testo: Giovanni Belfiore, Aldo Stellita – musica: Piero Cassano, Carlo Marrale) – 1976
2. C'è tutto un mondo intorno – 4:20 (testo: Giancarlo Golzi, Aldo Stellita – musica: Antonella Ruggiero, Piero Cassano, Carlo Marrale) – 1979
3. Dieci piccoli indiani – 4:43 (testo: Aldo Stellita – musica: Sergio Cossu) – 1987
4. Vacanze romane – 4:14 (testo: Giancarlo Golzi – musica: Carlo Marrale) – 1983
5. Ti sento – 4:15 (testo: Aldo Stellita – musica: Sergio Cossu, Carlo Marrale) – 1985
6. Sentimentale – 4:54 (testo: Aldo Stellita – musica: Carlo Marrale) – 1989
7. Matia Bazar con Enzo Jannacci – Elettrochoc – 4:49 (testo: Giancarlo Golzi – musica: Carlo Marrale) – 1983
8. Mi manchi ancora – 5:28 (testo: Aldo Stellita – musica: Antonella Ruggiero, Sergio Cossu) – 1987
9. Stasera... che sera! – 3:23 (testo: Aldo Stellita – musica: Piero Cassano, Carlo Marrale) – 1976
10. Noi (versione album) – 5:06 (testo: Aldo Stellita – musica: Sergio Cossu) – 1987
11. Aristocratica – 4:55 (testo: Aldo Stellita – musica: Carlo Marrale) – 1984
12. Cavallo bianco (versione album) – 4:59 (testo: Giovanni Belfiore, Aldo Stellita – musica: Piero Cassano, Carlo Marrale) – 1976
13. Solo tu – 3:28 (testo: Aldo Stellita – musica: Piero Cassano, Carlo Marrale) – 1977
14. Tu semplicità – 4:14 (testo: Giancarlo Golzi, Aldo Stellita – musica: Antonella Ruggiero, Piero Cassano, Carlo Marrale) – 1978
15. Souvenir (versione album) – 4:36 (testo: Aldo Stellita – musica: Sergio Cossu, Carlo Marrale) – 1985

## Formazione
Gruppo
- Antonella Ruggiero - voce solista, percussioni
- Sergio Cossu, Mauro Sabbione - tastiere
- Piero Cassano - tastiere, voce, chitarra
- Carlo Marrale - chitarre, voce
- Aldo Stellita - basso
- Giancarlo Golzi - batteria, percussioni